# 登特縣 (密蘇里州)
登特县（英語：Dent County）是美國密蘇里州南部的一個縣。面積1,954平方公里。根據美國2000年人口普查，共有人口14,927人。縣治塞勒姆 （Salem）。
成立於1851年2月10日。縣名紀念州議員劉易斯·登特。